# 이비차 바르바리치
이비차 바르바리치(1962년 2월 23일 ~ )는 크로아티아의 은퇴한 축구 선수이다.

## 국가대표 경력
그는 1988년 아르헨티나대표팀에 데뷔했다. 그는 1988년 하계 올림픽 축구 대표 선수로 선발되었다.

## 통계
| 유고슬라비아 | 유고슬라비아 | 유고슬라비아 |
| 연도         | 출전         | 골           |
| ------------ | ------------ | ------------ |
| 1988         | 1            | 0            |
| 합계         | 1            | 0            |